# Silvrettagletscher
Silvrettagletscher är en glaciär i Schweiz. Den ligger i regionen Prättigau/Davos och kantonen Graubünden, i den östra delen av landet. Silvrettagletscher ligger 3 079 till 2 467 meter över havet.
Silvrettagletscher ligger sydväst om Silvrettahorn som ligger 3 244 meter över havet.
Trakten runt Silvrettagletscher består i huvudsak av kala bergstoppar och andra glaciärar.